# Паисий Прикеос
Паисий  (на гръцки: Παίσιος, Паисиос) е гръцки духовник, митрополит на Вселенската патриаршия, организирал при избухването на Гръцката революция въстание в Созопол в 1821 година и екзекутиран от османските власти.

## Биография
Роден е със светската фамилия Прикеос (Πρικαίος) или Нерис (Νέρης) около 1762 година на остров Джунда (Мосхониси). Родителите му са от село Майнитес а Андрос. През октомври 1794 година е избран и по-късно ръкоположен за мосхонисийски епископ. На 2 юни 1800 година той е принуден да подаде оставка поради спорове с паството си.
През септември 1800 година в църквата „Света Богородица“ в Неохори е избран за варненски митрополит. Подава оставка през 1806 година. На 28 октомври 1806 година е избран за созополски митрополит. На 8 юни 1808 година Агатополската архиепископия е присъединена към Созополскта епархия и титлата на Паисий е променена на Созоагатополски до февруари 1813 година, когато Агатополската архиепископия е възстановена.
След избухването на Гръцкото въстание през февруари 1821 година, митрополит Паисий Созополски организира града за въстание. На 17 април 1821 година митрополитът обявява въоръженото въстание и заклева около 5000 революционери в двора на църквата „Свети Зосим“. Гръцките въстаници са оглавени от Димитриос Варис, брат на митрополит Паисий Прикеос, който работи в тясно сътрудничество с 500 българи под ръководството на войводата Антон.
Решаващото сражение става в местността Кюпкьой край Ропотамо между Ахтопол и Созопол. Дезорганизираните въстаници се разпръсват пред лицето на численото превъзходство на силите Хюсеин паша от Анхиало. На 25 април Созопол е окупиран от османските войски. Гръцките първенци са арестувани и обесени на градския площад, включително митрополит Паисий Прикеос, който отказа да се откаже от революционното движение. Тялото му е изхвърлено в Ропотамо. Гръцки рибари тайно го прибират и го погребват в местността Курния и мястото получава името Деспотов гроб.
Според друга версия митрополит Паисий е арестуван и изпратен окован във вериги в Цариград, където е екзекутиран от османците на 29 (или 28) май 1821 година, а според трета версия той е умира на път за Цариград в резултат на изтезания.